# Sintetična tehnika
Pri sintetični dramski tehniki se dramsko dejanje skoraj v celoti razvija pred gledalci oziroma bralci. Le malo dogodkov je, ki povzročajo potek dejanja in se o njih samo pripoveduje. Sintetična tehnika je bližja sodobni poetični drami. Primer je Sofoklesova Antigona ali Muriša.